# Bolivarite
La bolivarite è un minerale.